# Józef Toliński
Józef Toliński (ur. 9 marca 1764 w Lataczu, zm. 6 grudnia 1823 w Warszawie) – polski żołnierz, generał brygady Wojska Polskiego Królestwa Polskiego.

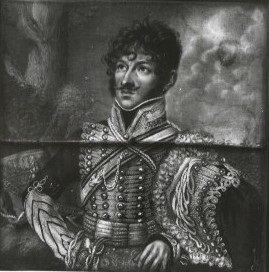
Portret Józefa Tolińskiego

## Życiorys
Od wczesnej młodości służył w wojsku austriackim, gdzie osiągnął stopień porucznika. W 1794 przeszedł do Wojska Polskiego, gdzie był mianowany do stopnia rotmistrza w 1 pułku strzelców pieszych koronnych. Po wybuchu insurekcja kościuszkowskiej (1794) organizował na Lubelszczyźnie pułk milicji konnej i był mianowany do stopnia pułkownika. Potem pozostawał poza służbą. W 1806 wszedł do Armii Księstwa Warszawskiego. Uzyskał zatwierdzenie stopnia nieliniowego, zorganizował i w kolejnych kampaniach dowodził 13 Pułkiem Huzarów. W czasie inwazji na Rosję (1812) i kampanii saskiej (1813) dowodził Brygadą Jazdy. Generał z 1813. Od kwietnia 1814 pełniący obowiązki szefa sztabu wielkiego księcia Konstantego Romanowa. W lutym 1815 formalnie szef Sztabu Głównego WP. Dużo chorował przy czym zastępował go płk Siemiątkowski.
Był członkiem loży wolnomularskiej Jedność Słowiańska
Wyróżniony Krzyżem Kawalerskim Orderu Virtuti Militari (1812), francuskimi Krzyżami Kawalerskim i Oficerskim Orderu Legii Honorowej (1812 i 1813) oraz neapolitańskim Krzyżem Kawalerskim Orderu Obojga Sycylii (1812). W Królestwie Polskim został kawalerem Orderu św. Stanisława I klasy (1818).